# Supereroe (Emis Killa)
Supereroe è il quarto album in studio del rapper italiano Emis Killa, pubblicato il 12 ottobre 2018 dalla Carosello Records.

## Descrizione
Uscito a due anni di distanza dal precedente Terza stagione, il titolo dell'album è ispirato alla storia del rapper e a quella dei ragazzi «di provincia», che li vedono nella vita di tutti i giorni:
(Emis Killa intervistato a Radio 105, 12 ottobre 2018)

## Tracce
1. Open Water – 3:05
2. Fuoco e benzina – 3:29
3. Cocaina (feat. Capo Plaza) – 3:28
4. Donald Trump – 2:48
5. Rollercoaster – 3:27
6. Senza cuore & senza nome (feat. Carl Brave) – 2:54
7. Claro (feat. Vegas Jones & Gemitaiz) – 3:44
8. Quella foto di noi due – 3:15
9. Adios (feat. Gué Pequeno) – 3:12
10. Supereroe – 3:46
11. Dope2 (feat. 6ix9ine & Pasha) – 2:51
12. Come fossimo cowboy – 3:15
13. Mille strade – 3:31

Tracce bonus nella Bat Edition
1. Tijuana – 3:02
2. Batman (feat. Nayt) – 2:46
3. Montecarlo (feat. Geolier) – 3:16
4. La mia malattia – 3:00

## Classifiche

### Classifiche settimanali
| Classifica (2018) | Posizione massima |
| ----------------- | ----------------- |
| Italia            | 1                 |

### Classifiche di fine anno
| Classifica (2019) | Posizione |
| ----------------- | --------- |
| Italia            | 52        |